# ویپکا
ویپکا (انگلیسی: Vipāka)، در لغت به معنای میوه و ثمره و در اصطلاح نتیجه کارما است.

## قانونعلیت
بودائیان قانون علیت را در سطح انسانی که علیت روانی و اخلاقی نیز ضمیمه علیت طبیعی شده‌است، بررسی کرده‌اند
عناصری که جریان مستمر حیاتی را شامل هستند علاوه بر اینکه متأثر از سیر طبیعی حادثات اند تحت تأثرات کردار گذشته و تأثرات پی گیر مملو از عناصر روانی و میراث نوعی قوهٔ مرموز هستند.
هر پدیده ای که از ثمرهٔ تأثرات دیرینه اخلاقی و روانی (Vipāka) ظاهر می‌شوند نتایج نیروهای ناخودآگاهی هستند که واکنش کنش پیشین بوده و نتیجه ای متناسب با کیفیات و خاصیت عمل دیرینه دارند.

## نمود روانی
ویپکا (Vipāka) در اصطلاح به هر نمود روانی گفته می‌شود که از نظر کارما خنثی باشد (یعنی، احساس جسمی خوشایند یا درد آور، دانستگی حسی، و مانند آن)، که نتیجهٔ کردار ارادی درست یا نادرستِ تن، گفتار یا جان است، که در زندگانی انجام گرفته باشد.
چیزهای جسمی یا جسمانی که ساختهٔ کارما (kammaja) باشد هرگز نتیجه کارما (kamma-Vipāka) خوانده نمی‌شوند، چون این اصطلاح فقط دربارهٔ نمودهای روانی به کار برده می‌شود.